# Sergio Monterisi
Sergio Monterisi (Barletta, 1970) è un compositore e direttore d'orchestra italiano.

## Biografia

### Formazione ed esordi
Ha studiato presso il Conservatorio "Niccolò Piccinni" di Bari, diplomandosi nel 1992 in pianoforte, nel 1996 in musica vocale da camera e in musica corale e direzione di coro, nel 1998 in strumentazione per banda, nel 2000 in composizione e nel 2001 in direzione d'orchestra. Nel 1994 si è inoltre laureato in Lettere presso l'Università di Bari. Nel campo della composizione Monterisi ha avuto come figura di riferimento il compositore e direttore d'orchestra Nicola Scardicchio, che gli ha trasmesso la conoscenza e l'amore per la musica di Nino Rota. Rapportandosi al magistero musicale del compositore milanese, Monterisi ha composto brani vocali, da camera e sinfonici, eseguiti in Italia e all'estero. Delle composizioni di Nino Rota ha diretto numerose prime esecuzioni. Dopo la partecipazione, nel 2001, al Laboratorio Lirico Internazionale di Orvieto, sotto la direzione del maestro Marco Guidarini che lo ha scelto per dirigere Falstaff di Giuseppe Verdi al Teatro Mancinelli, ha intrapreso con lui una collaborazione proseguita con una nuova produzione de La bohème di Ruggero Leoncavallo, nell'ambito del Festival KlangBogen Wien 2002 di Vienna.

### Carriera internazionale
Nel 2002, invitato dal maestro argentino Dante Anzolini, è stato nominato direttore musicale della NEC Sinfonietta e in seguito Resident Conductor presso il New England Conservatory di Boston, dirigendone per tre anni le quattro orchestre e collaborando con affermati solisti statunitensi. In questo periodo ha diretto in prima esecuzione assoluta più di venti brani sinfonici, tra cui Resonance Frames di Michael Gandolfi, commissionato dall'Università di Harvard e il Viola Concerto di Nathan Shields.
Dal 2005 al 2010, su invito di Marco Guidarini, è stato nominato assistente del direttore all'Opéra di Nizza, dove ha diretto circa 130 concerti alla guida dell'Orchestre Philharmonique de Nice e dell'Ensemble Apostrophe di musica contemporanea . Sempre in Francia, ha diretto a Cap d'Antibes per «Géneration virtuoses» la Nona Sinfonia di Beethoven e i Carmina Burana di Carl Orff, al Festival de musique sacrée de Nice, al «Violons de légende» di Saint-Jean-Cap-Ferrat, in occasione de Les nuits musicales du Suquet de Cannes, Les floraisons musicales, l'Académie d'été de Nice, collaborando con numerosi solisti di primo piano. Nell'ambito delle stagioni liriche ha diretto varie nuove produzioni del repertorio operistico come Don Pasquale, Le nozze di Figaro, Il barbiere di Siviglia, Lo scoiattolo in gamba di Nino Rota, l'oratorio Jephta di Haendel, i balletti Soirée Piazzolla e Soirée Falla, e numerosi Galà lirici. Ha diretto solisti come Maria Dragoni, Vladimir Galouzine, Nathalie Manfrino, Denia Mazzola Gavazzeni, Gianluca Terranova, Marcello Rosiello e vari altri. Ha diretto il concerto "Omaggio a Gavazzeni" nel centenario della nascita del direttore d'orchestra italiano.
Approfondita la conoscenza della Scuola musicale napoletana ha diretto la prima esecuzione, in tempi moderni, de La Cecchina maritata di Niccolò Piccinni, esecuzioni de Le cantatrici villane di Valentino Fioravanti, concerti di musiche di Tommaso Traetta, Luigi Capotorti, Giovanni Paisiello e ha fondato nel 2004 il Bitonto Opera Festival, di cui è stato Direttore musicale per cinque anni, dirigendo tutte le produzioni operistiche, concerti lirico-sinfonici, di musica sacra e l'opera per bambini di sua composizione, Il gigante egoista, tratta dall'omonima favola di Oscar Wilde. Nel 2010 l'opera è stata oggetto di una tesi di laurea presso il Conservatorio di Bari.
Dopo l'esperienza statunitense e francese ha diretto numerose altre orchestre internazionali, come la Academic Symphony di San Pietroburgo, l'Orchestra Sinfonica di Karkhov, l'Orchestra della Radio di Sofia, l'Orchestra Sinfonica della Provincia di Bari, l'Orchestra del Teatro Vittorio Emanuele II di Messina e l'Orchestra del Teatro Carlo Felice di Genova. Ha inaugurato la Stagione 2009-2010 di OperaCatalunya, a Sabadell, in Spagna, con una nuova produzione de Il pirata di Vincenzo Bellini. Nel luglio 2011 ha diretto, in prima esecuzione per il Sud America, Il viaggio a Reims di Gioachino Rossini nella stagione lirica del teatro argentino di La Plata. Nel settembre 2012 ha diretto, in prima assoluta per il Brasile, 'Il Barbiere di Siviglia' di Giovanni Paisiello, al Theatro São Pedro di San Paolo del Brasile.

## Composizioni
- Breve risposta alla “Sonatina d'inverno” per pianoforte (1990)
- Odi et Amo per coro a cappella (1990)
- La vie anterieure per canto e pianoforte (1992)
- Zingari in viaggio per canto e pianoforte (1992)
- Ninna-nanna: “Scite, puer…” per canto e pianoforte (1992)
- “In bianco e nero” per violino e pianoforte (1993)
- “Verani...” per canto e pianoforte (1994)
- “To a Stranger” per canto e pianoforte (1995)
- I Limoni, cantata su testo di Eugenio Montale per canto e pianoforte (1995)
- Fantasia salinara per violino, flauto, tromba, pianoforte e coro su temi popolari (1996)
- Fêtes Galantes  per 2 voci e pianoforte: Clair de Lune - En Bateau - Pantomime (1996)
- Suite per clavicembalo : Preludio - Recitativo e Pavana - Corrente (1996)
- Veni, Sancte Spiritus per coro a cappella (1996)
- Fêtes Galantes per 2 voci e 7 strumenti : Clair de Lune - En Bateau – Pantomime - Le Faune - Colloque Sentimental (1996)
- Fughetta a tre soggetti su « Signor Abbate » di Ludwig van Beethoven (1996)
- Il Viaggio per canto, voce recitante e 7 strumenti: Zingari in Viaggio - Ninna-nanna – Verani, - To a Stranger - Alante (1997)
- Kyrie per coro a cappella (1998)
- Angelus, oratorio su testo di Thomas Stearns Eliot - prova d'esame di Diploma in Composizione (1999)
- Tre Scene per violino, clarinetto in La e pianoforte (1999)
- Due arie antiche su testi di Giordano Bruno per voce e pianoforte: “Ben ch'a tanti…”-“Quel Dio…” (2001)
- Suavis virtus per coro e pianoforte (2001)
- Canzone per voce e orchestra su testo di Alfonso Palieri (2001)
- Il gigante egoista, favola in musica sul racconto di Oscar Wilde (1992-2005)
- Tre pezzi da “Il gigante egoista” per trombone e pianoforte (2005)
- Canti di rabbia e di amore per voce e violino su testi di Agnolo Poliziano: “Costui che il volgo errante…”; “Fammi quanto dispetto…”; “Allor che morte…”; “Io benedisco ogni benigna stella”; “Che maraviglia”; I' ti ringrazio, Amore (2006-2007)
- Partita per violino solo: Toccata (2007)
- Cantilena per violino solo (2007)
- Cantilena per violino e pianoforte (2007)
- “Voi ch'ascoltate” per canto e pianoforte (2008)
- Musiche per “Elisarion”: Passi nel bosco (cl. solo)- Danza attica (fl., cl.) (2009)
- Le Géant Egoiste, nuova versione dell'opera per bambini (2009)
- Ho tanta fede in te, canzone su testo di  Eugenio Montale (2009)
- Il volo di notte su Londra, Interludio per “Peter Pan” (2009)
- Salmo CXVIII “HE” per voce media e pianoforte (2009)
- Sonatine per pianoforte – Terzo Premio al Concorso Internazionale di Composizione di Castellana Grotte (2010)
- L'assenza, lirica su testo di Guido Gozzano per voce e pianoforte (2010)